# Daniel Kesman
Daniel Martin Kesman (* 15. Februar 1971 in Córdoba) ist ein ehemaliger argentinischer Fußballspieler.
Der Abwehrspieler begann seine Karriere beim CA Talleres. Im März 1993 wurde er nach einem positiven Dopingtest für einen Monat gesperrt und am Ende der Runde stieg er mit Talleres ab. 1994 schaffte der Klub wieder den Aufstieg in die Primera División. Die Klasse konnte aber nicht gehalten werden, sodass man nach einem Jahr wieder absteigen musste.
Kesman ging 1996 zum Erstligisten Rosario Central, danach zu Unión de Santa Fe und schließlich zu Banfield. 2000 wechselte er ins Ausland zum griechischen Verein AO Paniliakos. 2003 spielte er beim bolivianischen Club San José und 2004 bei Deportivo Suchitepéquez in Guatemala. Danach kehrte er nach Argentinien zurück und beendete 2005 bei Racing de Córdoba seine Laufbahn.